# Ketnet Kookt
Ketnet kookt is een online tv-programma en origineel format van VRT-jeugdkanaal Ketnet.
Elke woensdag kookt Ketnetwrapper Peter samen met twee Ketnetters een recept uit het kookboek: Ketnet kookt... de wereld rond, dit was sinds kort alleen maar op de website van Ketnet te bekijken, maar sinds april komt dit ook op Ketnet.